# 羅伯特·科尼利厄斯

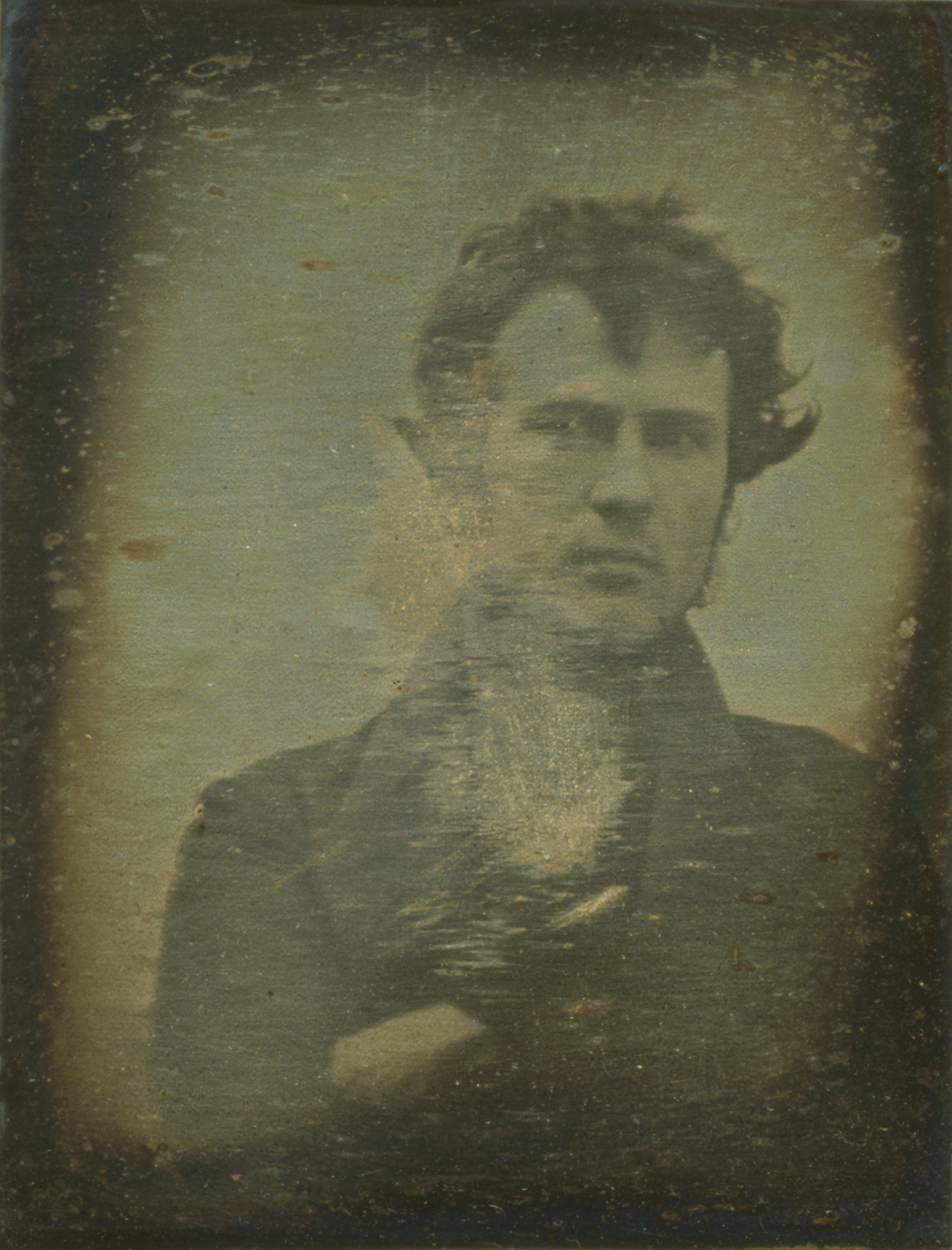
羅伯特·科尼利厄斯自拍照，攝影於1839年，人類史上第一張自拍照

羅伯特·科尼利厄斯(英語：Robert Cornelius，1809年3月1日—1893年8月10日) ，美國人，相片攝影先驅。

## 生平
身為一位荷蘭裔移民的小孩，科尼利厄斯在幼時進入一所私立學校就讀。此後，他開始對化學感到興趣。在1831年，他開始為父親工作，並專注於銀鍍與金屬磨光。後來，在與喬瑟夫·薩克斯頓接洽製作費城中央中學(英語：Central High School)的攝影用銀版時，他開始對攝影產生興趣。
憑著對化學與冶金學的認識，以及化學家保羅·貝克·哥達爾德的幫助，他決定試著使銀版攝影法更加完美。在1839年10月前後，他在自家店鋪外拍下自己雙手交叉、一頭蓬髮的模樣，並製成了美國迄今所知最早的人物肖像照。
在1839年至1843年之間，科尼利厄斯經營了兩家美國最早的攝影工作室。隨著攝影相關技術逐漸普及，科尼利厄斯隨後逐漸轉向經營其家族事業中關於照明與氣體之部分。 

## 連結
- 维基共享资源上的相關多媒體資源：羅伯特·科尼利厄斯